# Journal of Applied Physiology
Journal of Applied Physiology is een internationaal, aan collegiale toetsing onderworpen wetenschappelijk tijdschrift op het gebied van de fysiologie. De naam wordt in literatuurverwijzingen meestal afgekort tot J. Appl. Physiol. Het wordt uitgegeven door de American Physiological Society en verschijnt maandelijks. Het eerste nummer verscheen in 1948.